# Station Sint-Joris-Weert
Station Sint-Joris-Weert is een spoorwegstation langs spoorlijn 139 (Leuven - Ottignies) in Sint-Joris-Weert, een deelgemeente van Oud-Heverlee. De buurtspoorlijn Vossem - Bevekom had naast het station een eigen stelplaats.
Het stationsgebouw is van het type 1893 en werd in 2005 beschermd als monument. Het gebouw is niet in gebruik en was vervallen. Gedeelten van het dak waren ingestort. Om verder verval tegen te gaan werd het gebouw gerenoveerd. Desondanks staat het nog altijd leeg. Ook de buurtspoorweggebouwen zijn beschermd.
Het station telt drie perronsporen. Het derde spoor wordt voornamelijk gebruikt als terminus voor een studententrein op zondagavond.
Dit is het laatste station van deze spoorlijn op Vlaams grondgebied. Het is nu een stopplaats.

## Treindienst
| Serie  | Treinsoort          | Route                                                                                   | Bijzonderheden            |
| ------ | ------------------- | --------------------------------------------------------------------------------------- | ------------------------- |
| S 20   | GEN (NMBS)          | Leuven – Sint-Joris-Weert – Waver – Ottignies                                           |                           |
| P 8890 | Piekuurtrein (NMBS) | Poperinge – Ieper – Kortrijk – Gent-Sint-Pieters – Mechelen – Leuven – Sint-Joris-Weert | Een trein op zondagavond. |

## Galerij

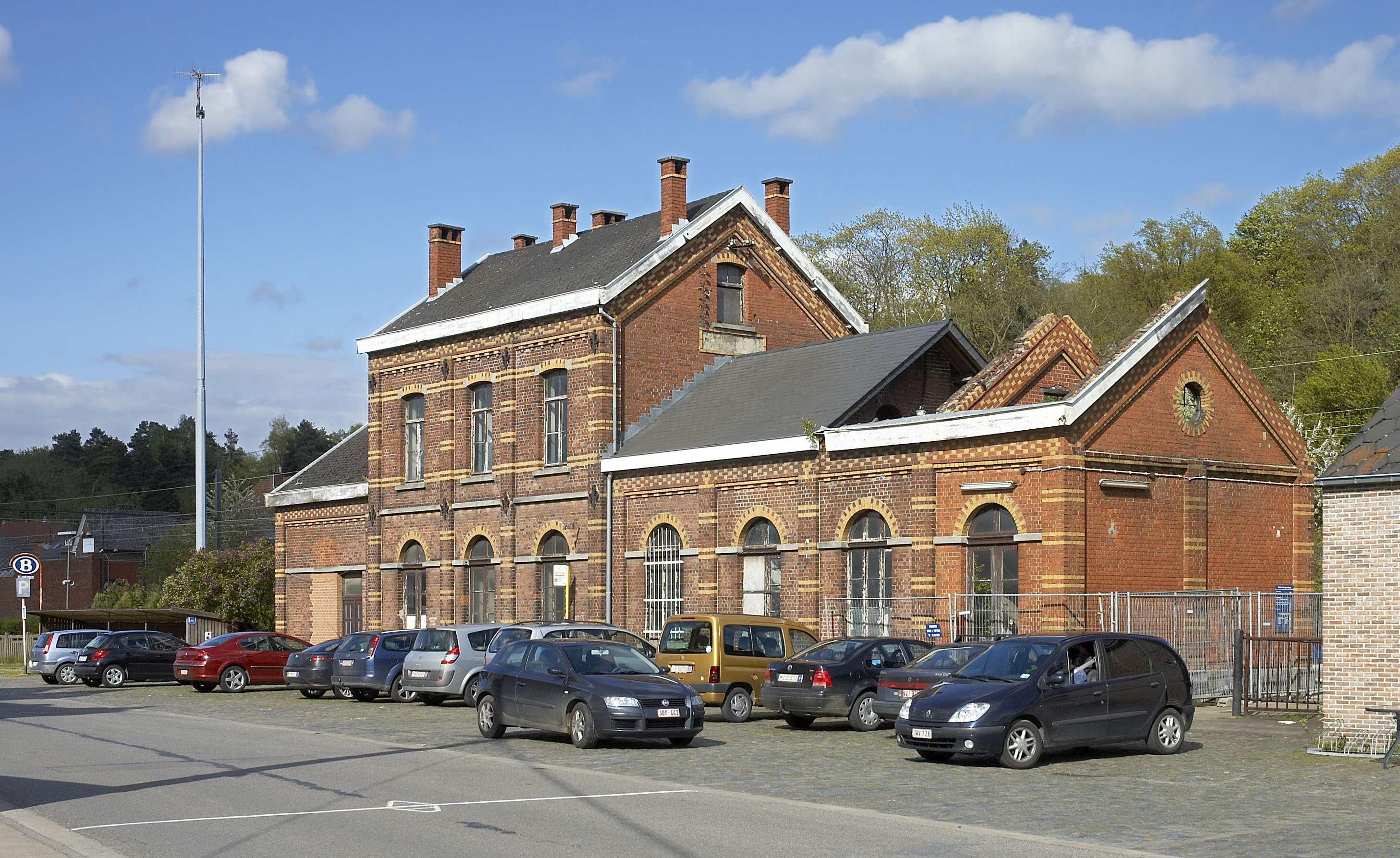
Station Sint-Joris-Weert
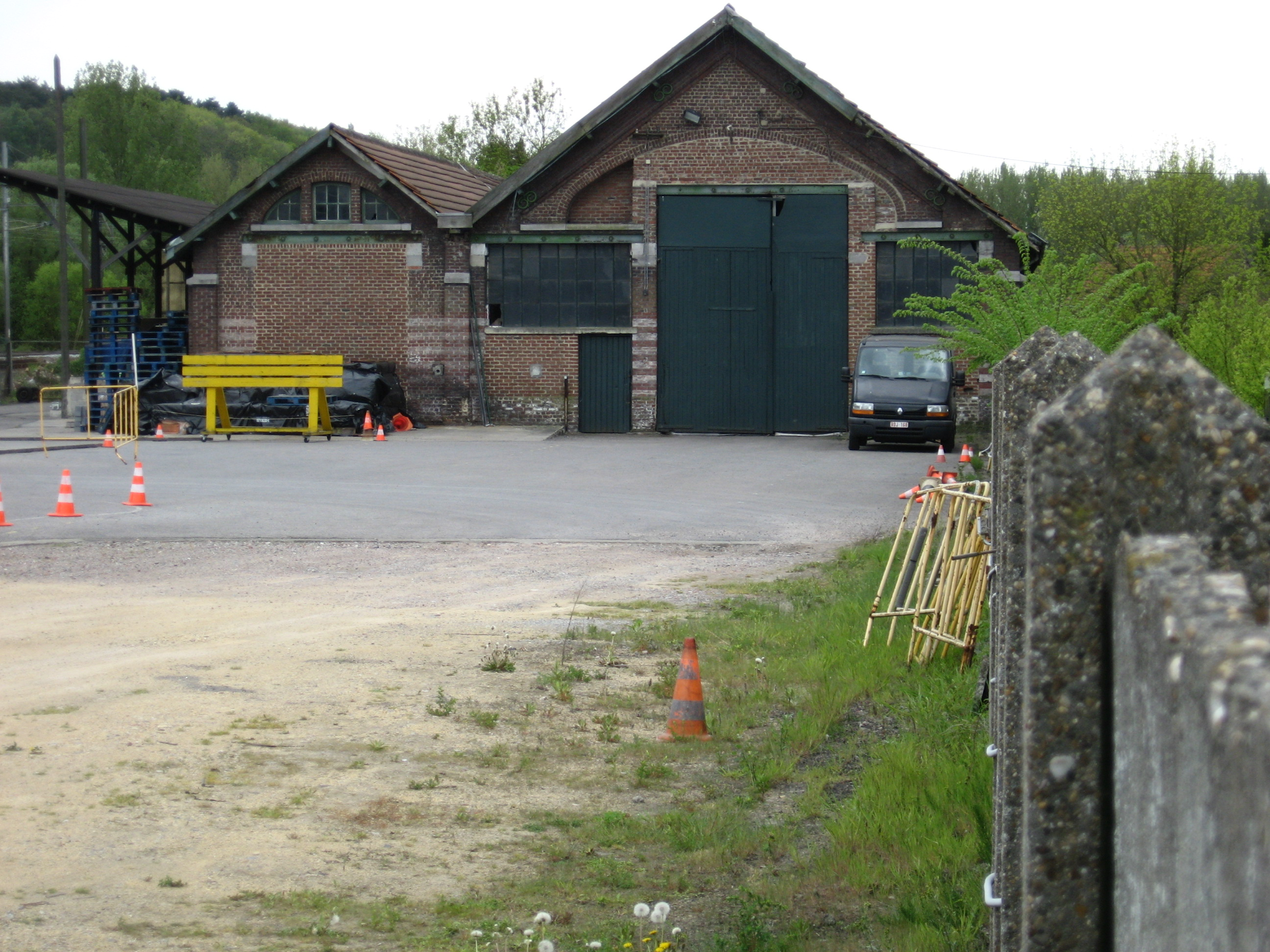
Locomotief en wagonloods van de buurtspoorweg
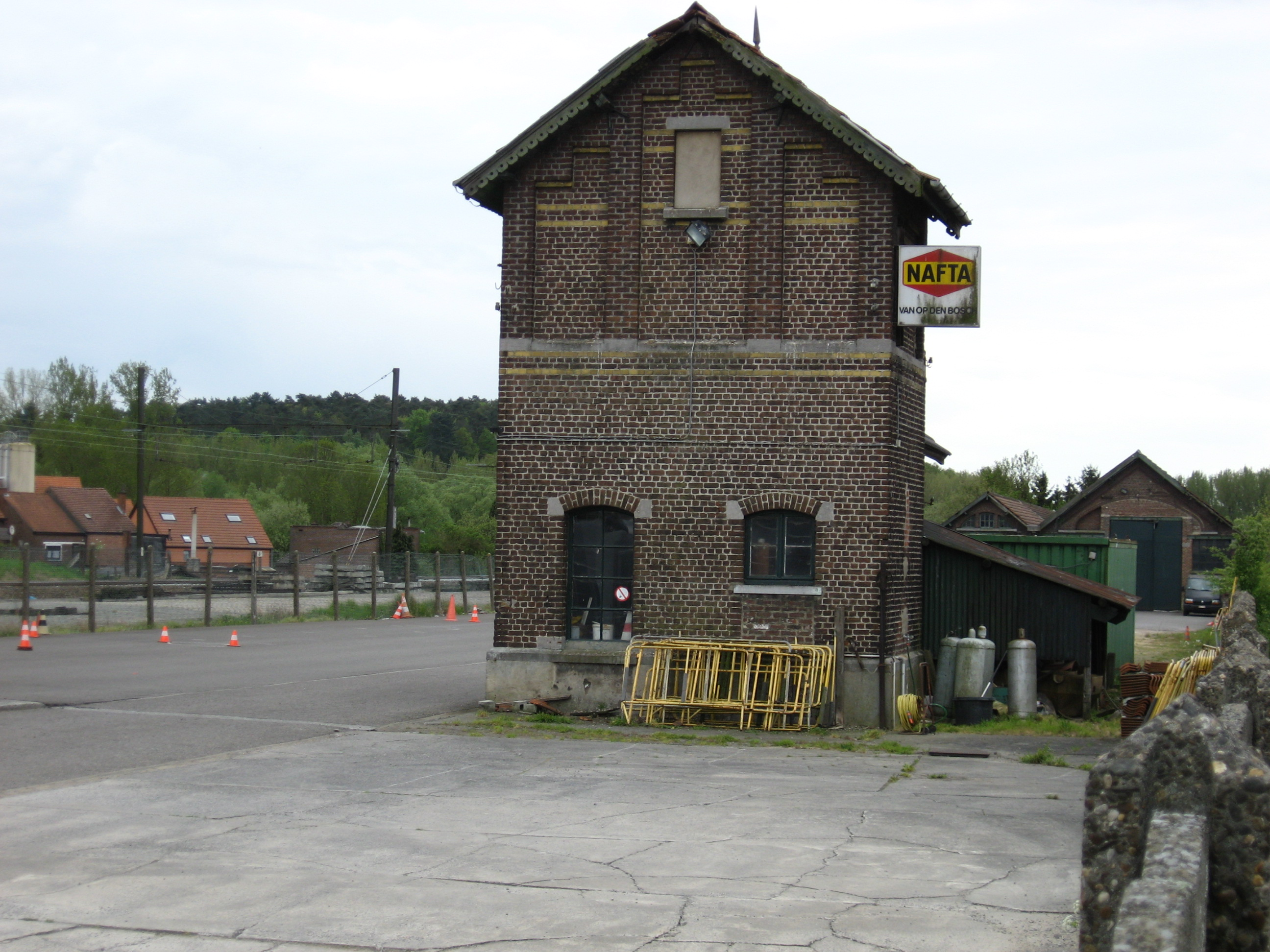
Watertoren, kolenhok en lampisterie van de buurtspoorweg
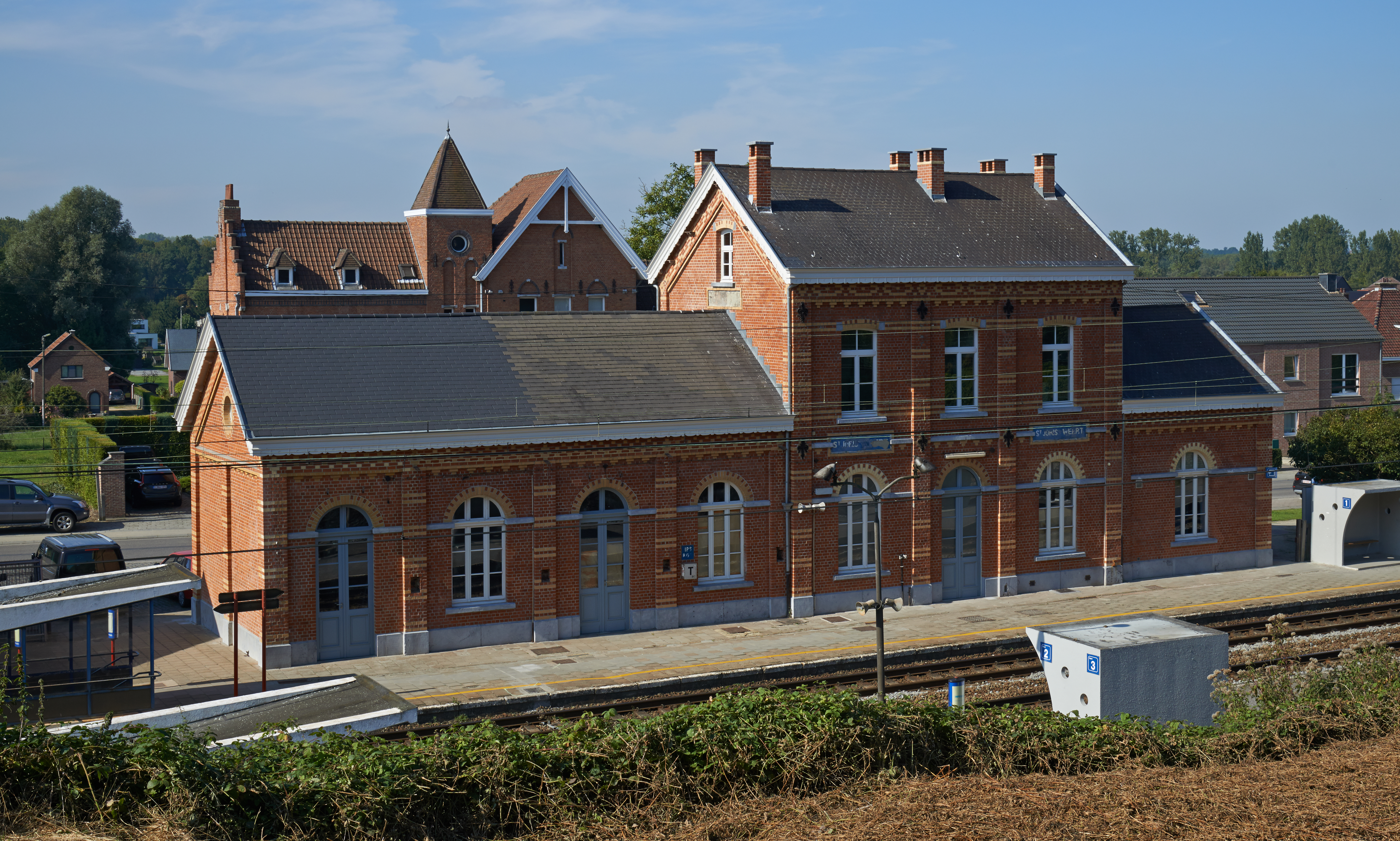
Station Sint-Joris-Weert (1-10-2013)

## Reizigerstellingen
De grafiek en tabel geven het gemiddeld aantal instappende reizigers weer op een week-, zater- en zondag.
| Tabel: aantal instappende reizigers station Sint-Joris-Weert | Tabel: aantal instappende reizigers station Sint-Joris-Weert | Tabel: aantal instappende reizigers station Sint-Joris-Weert | Tabel: aantal instappende reizigers station Sint-Joris-Weert |
|                                                              | Weekdag                                                      | Zaterdag                                                     | Zondag                                                       |
| ------------------------------------------------------------ | ------------------------------------------------------------ | ------------------------------------------------------------ | ------------------------------------------------------------ |
| 1977                                                         | 357                                                          | 115                                                          | 90                                                           |
| 1978                                                         | 343                                                          | 97                                                           | 86                                                           |
| 1979                                                         | 287                                                          | 32                                                           | 27                                                           |
| 1980                                                         | 277                                                          | 52                                                           | 29                                                           |
| 1981                                                         | 324                                                          | 42                                                           | 38                                                           |
| 1982                                                         | 368                                                          | 60                                                           | 60                                                           |
| 1983                                                         | 316                                                          | 31                                                           | 31                                                           |
| 1984                                                         | 408                                                          | 73                                                           | 75                                                           |
| 1985                                                         | 327                                                          | 94                                                           | 91                                                           |
| 1986                                                         | 222                                                          | 56                                                           | 60                                                           |
| 1987                                                         | 205                                                          | 45                                                           | 40                                                           |
| 1988                                                         | 230                                                          | 67                                                           | 74                                                           |
| 1989                                                         | 249                                                          | 79                                                           | 134                                                          |
| 1990                                                         | 204                                                          | 39                                                           | 43                                                           |
| 1991                                                         | 216                                                          | 51                                                           | 56                                                           |
| 1992                                                         | 205                                                          | 71                                                           | 109                                                          |
| 1993                                                         | 165                                                          | 51                                                           | 84                                                           |
| 1994                                                         | 145                                                          | 63                                                           | 53                                                           |
| 1995                                                         | 155                                                          | 65                                                           | 119                                                          |
| 1996                                                         | 160                                                          | 46                                                           | 131                                                          |
| 1997                                                         | 176                                                          | 69                                                           | 120                                                          |
| 1998                                                         | 279                                                          | 70                                                           | 53                                                           |
| 1999                                                         | 215                                                          | 72                                                           | 96                                                           |
| 2000                                                         | 186                                                          | 56                                                           | 112                                                          |
| 2001                                                         | 208                                                          | 44                                                           | 60                                                           |
| 2002                                                         | 192                                                          | 49                                                           | 122                                                          |
| 2003                                                         | 193                                                          | 40                                                           | 66                                                           |
| 2004                                                         | 212                                                          | 36                                                           | 26                                                           |
| 2005                                                         | 229                                                          | 72                                                           | 74                                                           |
| 2006                                                         | 236                                                          | 70                                                           | 96                                                           |
| 2007                                                         | 259                                                          | 162                                                          | 90                                                           |
| 2008                                                         | -                                                            | -                                                            | -                                                            |
| 2009                                                         | 201                                                          | 70                                                           | 68                                                           |
| 2010                                                         | -                                                            | -                                                            | -                                                            |
| 2011                                                         | -                                                            | -                                                            | -                                                            |
| 2012                                                         | 293                                                          | 95                                                           | 63                                                           |
| 2013                                                         | 239                                                          | 94                                                           | 74                                                           |
| 2014                                                         | 287                                                          | 78                                                           | 89                                                           |
| 2015                                                         | 287                                                          | 64                                                           | 89                                                           |
| 2016                                                         | 291                                                          | 101                                                          | 199                                                          |
| 2017                                                         | 370                                                          | 111                                                          | 185                                                          |
| 2018                                                         | 294                                                          | 74                                                           | 100                                                          |
| 2019                                                         | 329                                                          | 25                                                           | 29                                                           |
| 2020                                                         | 212                                                          | 70                                                           | 56                                                           |
| 2021                                                         | -                                                            | -                                                            | -                                                            |
| 2022                                                         | 426                                                          | 185                                                          | 156                                                          |
| 2023                                                         | 436                                                          | 218                                                          | 224                                                          |
| 2024                                                         | 405                                                          | 221                                                          | 170                                                          |

0,0: Leuven ·
3,0: Heverlee ·
8,4: Oud-Heverlee ·
10,8: Zoetwater ·
12,0: Sint-Joris-Weert ·
14,5: Pécrot ·
16,9: Florival ·
18,0: Eerken ·
20,0: Gastuche ·
21,9: Basse-Wavre ·
24,0: Wavre ·
25,1: Bierges-Walibi ·
26,8: Limal ·
29,0: Ottignies